# Rösti und Bö
Rösti und Bö ist ein Kinderbuch des deutschen Kinderbuchautors Jörg Hilbert aus dem Jahr 2004.
Es handelt sich dabei um die Romanfassung der Kindheit von Ritter Rost (Rösti) und des späteren Burgfräuleins Bö.

## Handlung
Der Ritterjunge Rösti hat eine Ritterbande, die sich jeden Morgen im Hof der Eisernen Burg zum Spielen trifft. Bei dieser Bande dürfen keine Mädchen mitspielen, mit Ausnahme von Prinzessin Magnesia, der Tochter des Königs Bleifuß des Verbogenen. Sie sorgte auch dafür, dass das Mädchen Bö nicht mitspielen durfte. Bö ist darüber fürchterlich enttäuscht und bekommt zum Trost von ihrer Mutter ein altes Erbstück, einen sprechenden Hut. Dieser macht gewaltigen Eindruck auf die Jungen der Ritterbande, nicht aber auf Prinzessin Magnesia. Sie wird neidisch auf Bö und bringt ihre beiden sprechenden Papageien Pips und Pups mit, die aber bei den Jungen keinen Anklang finden.
Prinzessin Magnesia beschließt, in den berüchtigten Fabelwesenwald zu gehen, um dort ihren Märchenprinzen zu finden. Bö und Rösti folgen ihr, um sie zu retten, aber sie denkt gar nicht daran, sich retten zu lassen. So trifft Magnesia tatsächlich auf einen Prinzen, der vordergründig wie ihr Traumprinz aussieht, aber ein Feigling ist. So küsst Magnesia einen Frosch nach dem Anderen, um doch noch einen Märchenprinzen zu finden. Doch stattdessen erlöst sie ihren Vater, der in einen Frosch verwandelt wurde, als er nach seiner verschwundenen Tochter suchte.
Prinzessin Magnesia versucht sofort, alle Schuld auf Bö abzuwälzen, doch König Bleifuß durchschaut sie und ernennt – zu Magnesias großem Ärger – Bö zum Burgfräulein.